# Huta Szklana-Wybudowanie
Huta Szklana-Wybudowanie – część wsi Huta Szklana w Polsce, położona w województwie wielkopolskim, w powiecie czarnkowsko-trzcianeckim, w gminie Krzyż Wielkopolski.
W latach 1975–1998 Huta Szklana-Wybudowanie administracyjnie należała do województwa pilskiego.